# Pink SI
PINK SI je slovenska komercialna televizija, ki je z oddajanjem pričela 30. septembra 2010. PINK SI je članica Pink media group.

## Seznam oddaj domače produkcije (Od januarja 2012)
| Oddaja                           | Žanr                          |
| -------------------------------- | ----------------------------- |
| City Magazin                     | razvedrilni magazin           |
| Vikend-vizija                    | talk-show                     |
| Navigator - Karavaning           | zabavno dokumentarna oddaja   |
| 3xDA (Srbska oddaja)             | ljubezenski resničnostni show |
| Ami G Show (Srbska oddaja)       | zabavno glasbeni show         |
| Show sanj (Srbska oddaja)        | Oddaja o ljubezni             |
| Trenutek resnice (Srbska oddaja) | psihološki game show          |

## Seznam serij
| Slovenski naslov         | Izvorni naslov         | Država    |
| ------------------------ | ---------------------- | --------- |
| Lola                     | ?                      | Kolumbija |
| Šeherzada                | ?                      | Turčija   |
| Ljubezen, navada, panika | Ljubav, navika, panika | Srbija    |
| Kursadžije               | /                      | Slovenija |